# Medaile za bojové zásluhy (Bulharsko)
Medaile za bojové zásluhy (bulharsky: Медал «За боева заслуга») bylo vyznamenání Bulharské lidové republiky založené roku 1950. Udílena byla v dobách války i v dobách míru zaměstnancům ministerstva obrany a vnitra.

## Historie a pravidla udílení
Medaile byla založena výnosem Národního shromáždění ze dne 13. prosince 1950. Medaile byly raženy ve státní mincovně v Sofii. Udílena byla příslušníkům ozbrojených sil Bulharska za mimořádně dlouhou službu v Bulharské lidové armádě, ve stavebních a dopravních jednotkách stejně jako zaměstnancům ministerstva vnitra a členům dobrovolných jednotek za iniciativu a odvážné činy v dobách míru a v dobách války za zásluhy během vojenských operací na frontě nebo při obraně hranic a za ochranu nezávislosti a bezpečnosti Bulharské lidové republiky a za odvahu pod palbou. A jak uváděl status medaile byla udílena i všem, kteří se postavili se zbraní v ruce záškodníkům a kapitalistům.
Po pádu komunistického režimu bylo udílení medaile v roce 1991 zrušeno.

## Insignie
Medaile byla vyrobena ze žlutého kovu a měla tvar pravidelného kruhu o průměru 32 mm. Na přední straně byl věnec z pšeničných snopů ve spodní části spojených stuhou a v horní části spojený pěticípou hvězdou. Uprostřed byl příslušník Bulharské lidové armády v plášti a přilbě, v levé ruce svírající samopal a v pravé ruce ruční granát připravený k hodu. Na zadní straně byla reliéfní pěticípá hvězda s nápisem v cyrilici ЗА БОЕВА ЗАСЛУГА.
Ke stuhou potažené kovové destičce ve tvaru pětiúhelníku byla medaile připojena jednoduchým kroužkem. Stuha byla červené barvy s modrým pruhem uprostřed.